# Olympische Winterspiele 1984/Eiskunstlauf
Bei den XIV. Olympischen Winterspielen 1984 in Sarajevo fanden vier Wettbewerbe im Eiskunstlauf statt. Austragungsort war die Olympiahalle Zetra.

## Bilanz

### Medaillenspiegel
| Platz | Land                   | Gold | Silber | Bronze | Gesamt |
| ----- | ---------------------- | ---- | ------ | ------ | ------ |
| 1     | Vereinigte Staaten     | 1    | 2      | –      | 3      |
| 2     | Sowjetunion            | 1    | 1      | 3      | 5      |
| 3     | DDR                    | 1    | –      | –      | 1      |
| 3     | Vereinigtes Königreich | 1    | –      | –      | 1      |
| 5     | Kanada                 | –    | 1      | –      | 1      |
| 6     | Tschechoslowakei       | –    | –      | 1      | 1      |

### Medaillengewinner
| Konkurrenz | Gold                             | Silber                                | Bronze                              |
| ---------- | -------------------------------- | ------------------------------------- | ----------------------------------- |
| Herren     | Scott Hamilton                   | Brian Orser                           | Jozef Sabovčík                      |
| Damen      | Katarina Witt                    | Rosalynn Sumners                      | Kira Iwanowa                        |
| Paare      | Jelena Walowa / Oleg Wassiljew   | Caitlin Carruthers / Peter Carruthers | Larissa Selesnjowa / Oleg Makarow   |
| Eistanz    | Jayne Torvill / Christopher Dean | Natalja Bestemjanowa / Andrei Bukin   | Marina Klimowa / Sergei Ponomarenko |

## Ergebnisse
- Bew. = Bewertung
- K = Kür
- KP = Kurzprogramm
- OT = Originaltanz
- P = Pflicht
- PT = Pflichttanz

### Herren
| Platz | Land | Sportler               | P  | KP | K  | Bew. |
| ----- | ---- | ---------------------- | -- | -- | -- | ---- |
| 1     | USA  | Scott Hamilton         | 01 | 02 | 02 | 03,4 |
| 2     | CAN  | Brian Orser            | 07 | 01 | 01 | 05,6 |
| 3     | TCH  | Jozef Sabovčík         | 04 | 05 | 03 | 07,4 |
| 4     | FRG  | Rudi Cerne             | 03 | 06 | 04 | 08,2 |
| 5     | USA  | Brian Boitano          | 08 | 03 | 05 | 11,0 |
| 6     | FRA  | Jean-Christophe Simond | 02 | 04 | 09 | 11,8 |
| 7     | URS  | Alexander Fadejew      | 05 | 08 | 07 | 13,2 |
| 8     | URS  | Wladimir Kotin         | 11 | 09 | 06 | 16,2 |
| 9     | FRG  | Norbert Schramm        | 09 | 07 | 08 | 16,2 |
| 10    | FRG  | Heiko Fischer          | 06 | 10 | 12 | 19,6 |
| 11    | CAN  | Gary Beacom            | 10 | 11 | 11 | 21,4 |
| 12    | POL  | Grzegorz Filipowski    | 12 | 12 | 15 | 27,0 |
| 13    | USA  | Mark Cockerell         | 18 | 17 | 10 | 27,6 |
| 14    | JPN  | Masaru Ogawa           | 16 | 14 | 14 | 29,2 |
| 15    | FRA  | Laurent Depouilly      | 14 | 13 | 16 | 29,6 |
| 16    | GDR  | Falko Kirsten          | 15 | 21 | 13 | 30,4 |
| 17    | SWE  | Lars Åkesson           | 13 | 15 | 18 | 31,8 |
| 18    | CHN  | Xu Zhaoxiao            | 22 | 18 | 17 | 37,4 |
| 19    | AUS  | Cameron Medhurst       | 19 | 16 | 20 | 37,8 |
| 20    | CAN  | Jaimee Eggleton        | 20 | 19 | 19 | 38,6 |
| 21    | YUG  | Miljan Begović         | 17 | 22 | 21 | 40,0 |
| 22    | GBR  | Paul Robinson          | 21 | 20 | 22 | 42,6 |
| 23    | KOR  | Cho Jae-hyung          | 23 | 23 | 23 | 46,0 |

Datum: 16. Februar

### Damen
| Platz | Land | Sportlerin           | P             | KP            | K             | Bew.          |
| ----- | ---- | -------------------- | ------------- | ------------- | ------------- | ------------- |
| 1     | GDR  | Katarina Witt        | 03            | 01            | 01            | 03,2          |
| 2     | USA  | Rosalynn Sumners     | 01            | 05            | 02            | 04,6          |
| 3     | URS  | Kira Iwanowa         | 05            | 03            | 05            | 09,2          |
| 4     | USA  | Tiffany Chin         | 12            | 02            | 03            | 11,0          |
| 5     | URS  | Anna Kondraschowa    | 07            | 04            | 06            | 11,8          |
| 6     | USA  | Elaine Zayak         | 13            | 06            | 04            | 14,2          |
| 7     | FRG  | Manuela Ruben        | 06            | 11            | 07            | 15,0          |
| 8     | URS  | Jelena Wodoresowa    | 02            | 08            | 11            | 15,4          |
| 9     | FRG  | Claudia Leistner     | 09            | 10            | 08            | 17,4          |
| 10    | YUG  | Sanda Dubravčić      | 08            | 09            | 09            | 17,4          |
| 11    | SUI  | Sandra Cariboni      | 04            | 14            | 12            | 20,0          |
| 12    | CAN  | Kay Thomson          | 10            | 12            | 10            | 20,8          |
| 13    | CAN  | Elizabeth Manley     | 16            | 07            | 13            | 25,4          |
| 14    | SUI  | Myriam Oberwiler     | 15            | 13            | 14            | 28,2          |
| 15    | ITA  | Karin Telser         | 11            | 15            | 16            | 28,6          |
| 16    | BEL  | Katrien Pauwels      | 14            | 16            | 18            | 32,8          |
| 17    | GBR  | Susan Jackson        | 19            | 17            | 15            | 33,2          |
| 18    | FRA  | Agnès Gosselin       | 18            | 19            | 17            | 35,4          |
| 19    | JPN  | Masako Kato          | 21            | 18            | 19            | 38,8          |
| 20    | SWE  | Catarina Lindgren    | 17            | 22            | 20            | 39,0          |
| 21    | AUS  | Vicki Holland        | 20            | 20            | 21            | 41,0          |
| 22    | CHN  | Bao Zhenghua         | 23            | 21            | 22            | 44,2          |
| 23    | KOR  | Kim Hae-sung         | 22            | 23            | 23            | 45,4          |
|       | ESP  | Marta Cierco-Viqeira | zurückgezogen | zurückgezogen | zurückgezogen | zurückgezogen |

Datum: 18. Februar

### Paare
| Platz | Land | Paar                                  | KP | K  | Bew. |
| ----- | ---- | ------------------------------------- | -- | -- | ---- |
| 1     | URS  | Jelena Walowa / Oleg Wassiljew        | 01 | 01 | 01,5 |
| 2     | USA  | Caitlin Carruthers / Peter Carruthers | 02 | 02 | 03,0 |
| 3     | URS  | Larissa Selesnjowa / Oleg Makarow     | 02 | 03 | 04,0 |
| 4     | GDR  | Sabine Baeß / Tassilo Thierbach       | 04 | 04 | 06,0 |
| 5     | GDR  | Birgit Lorenz / Knut Schubert         | 05 | 05 | 07,5 |
| 6     | USA  | Jill Watson / Burt Lancon             | 08 | 06 | 10,0 |
| 7     | CAN  | Barbara Underhill / Paul Martini      | 06 | 07 | 10,0 |
| 8     | CAN  | Katherina Matousek / Lloyd Eisler     | 09 | 08 | 12,5 |
| 9     | URS  | Marina Awstrijskaja / Juri Kwaschnin  | 07 | 09 | 12,5 |
| 10    | USA  | Lea Ann Miller / William Fauver       | 10 | 10 | 15,0 |
| 11    | GDR  | Babette Preußler / Tobias Schröter    | 14 | 11 | 18,0 |
| 12    | CAN  | Melinda Kunhegyi / Lyndon Johnston    | 13 | 12 | 18,5 |
| 13    | FRG  | Claudia Massari / Leonardo Azzola     | 11 | 13 | 18,5 |
| 14    | GBR  | Susy Garland / Ian Jenkins            | 12 | 14 | 20,0 |
| 15    | CHN  | Luan Bo / Yao Bin                     | 15 | 15 | 22,5 |

Datum: 12. Februar

### Eistanz
| Platz | Land | Paar                                   | PT | OT | K  | Bew. |
| ----- | ---- | -------------------------------------- | -- | -- | -- | ---- |
| 1     | GBR  | Jayne Torvill / Christopher Dean       | 01 | 01 | 01 | 02,0 |
| 2     | URS  | Natalja Bestemjanowa / Andrei Bukin    | 02 | 02 | 02 | 04,0 |
| 3     | URS  | Marina Klimowa / Sergei Ponomarenko    | 04 | 04 | 03 | 07,0 |
| 4     | USA  | Judy Blumberg / Michael Seibert        | 03 | 03 | 04 | 07,0 |
| 5     | USA  | Carol Fox / Richard Dalley             | 06 | 05 | 05 | 10,4 |
| 6     | GBR  | Karen Barber / Nicky Slater            | 05 | 06 | 06 | 11,6 |
| 7     | URS  | Olga Woloschinskaja / Alexander Swinin | 08 | 07 | 07 | 14,4 |
| 8     | CAN  | Tracy Wilson / Robert McCall           | 07 | 08 | 08 | 15,6 |
| 9     | FRG  | Petra Born / Rainer Schönborn          | 09 | 09 | 09 | 18,0 |
| 10    | USA  | Elisa Spitz / Scott Gregory            | 10 | 10 | 10 | 20,0 |
| 11    | GBR  | Wendy Sessions / Stephen Williams      | 12 | 11 | 11 | 22,4 |
| 12    | CAN  | Kelly Johnson / John Thomas            | 12 | 11 | 11 | 22,4 |
| 13    | TCH  | Jindra Holá / Karol Foltán             | 14 | 12 | 13 | 25,8 |
| 14    | FRA  | Nathalie Hervé / Pierre Béchu          | 13 | 14 | 15 | 28,6 |
| 15    | ITA  | Isabella Micheli / Roberto Pelizzola   | 15 | 15 | 14 | 29,0 |
| 16    | HUN  | Klára Engi / Attila Tóth               | 17 | 17 | 16 | 33,0 |
| 17    | JPN  | Noriko Sato / Tadayuki Takahashi       | 16 | 16 | 17 | 33,0 |
| 18    | BGR  | Christina Bojanowa / Jawor Iwanow      | 18 | 18 | 18 | 36,0 |
| 19    | CHN  | Xi Hongyan / Zhao Xiaolei              | 19 | 19 | 19 | 38,0 |

Datum: 14. Februar